# Fever Pitch – en i laget (film)
Fever Pitch – en i laget (engelska: Fever Pitch) är en  brittisk romantisk komedifilm från 1997 i regi av David Evans, med Colin Firth i huvudrollen. Filmen är löst baserad på Nick Hornbys roman Fever Pitch: En i laget från 1992. Hornby har även skrivit filmmanuset. Romanen nyinspelades i en amerikansk version 2005, som Fever Pitch.

## Handling
Filmen handlar om Paul, en man som är ett maniskt fotbollsfan. Hans hängivenhet för Arsenal går ut över hans övriga liv, både på jobbet och privat. Allt kulminerar när en ny lärare börjar på skolan där han arbetar, Sarah, samtidigt som Arsenal kämpar för att vinna ligaguldet. 

## Rollista i urval
- Colin Firth - Paul Ashworth
- Ruth Gemmell - Sarah Hughes
- Mark Strong - Steve
- Neil Pearson - Mr. Ashworth
- Lorraine Ashbourne - Mrs. Ashworth
- Holly Aird - Jo
- Stephen Rea - Ray
- Emily Conway - Sasha
- Richard Claxton - Robert Parker
- Ken Stott - Ted, rektorn

## Musik i filmen i urval
- "There She Goes", skriven av Lee Mavers, framförd av The La's
- "All Around The World", skriven av Lisa Stansfield, Ian Devaney och Andy Morris, framförd av Lisa Stansfield
- "Good Thing", skriven av Roland Gift och David Steele, framförd av Fine Young Cannibals
- "I Started Something I Couldn't Finish", musik av Johnny Marr, text av Morrissey, framförd av The Smiths
- "Bright Side of the Road", skriven och framförd av Van Morrison